# Circuito Mundial de Voleibol de Praia de 1998
O Circuito Mundial de Voleibol de Praia de 1998 foi a décima segunda edição das séries internacionais de vôlei de praia organizadas pela Federação Internacional de Voleibol (FIVB) para a variante masculina e a sétima edição para o naipe feminino. Para a edição 1998, o Circuito incluiu 13 torneios Open para o naipe masculino e 8 torneios Open para a variante feminina, além do torneio dentro edição Jogos da Boa Vontade (Goodwill Games) para ambos os naipes.

## Calendário

### Feminino
| Torneio                                                                                                | Ouro                                        | Prata                                       | Bronze                                    | Quarto lugar                                |
| Aberto do Rio de Janeiro Rio de Janeiro, Brasil De 26 de fevereiro a 1 de março de 1998.               | BrasilAdriana Behar · Shelda Bedê           | AustráliaPauline Manser · Kerri Pottharst   | BrasilSandra Pires · Jacqueline Silva     | AlemanhaMaike Friedrichsen · Danja Müsch    |
| Aberto de Toronto Toronto, Canadá De 19 a 21 de junho de 1998.                                         | BrasilSandra Pires · Adriana Samuel         | BrasilAdriana Behar · Shelda Bedê           | Estados UnidosLisa Arce · Holly McPeak    | Estados UnidosBarbra Fontana · Linda Hanley |
| Aberto de Vasto Vasto, Itália De 3 a 5 de julho de 1998.                                               | BrasilAdriana Behar · Shelda Bedê           | BrasilJaqueline Silva · Mônica Rodrigues    | BrasilSandra Pires · Adriana Samuel       | Estados UnidosBarbra Fontana · Linda Hanley |
| Aberto de Marseille Marseille, França De 23 a 25 de julho de 1998.                                     | BrasilSandra Pires · Adriana Samuel         | BrasilAdriana Behar · Shelda Bedê           | BrasilJaqueline Silva · Mônica Rodrigues  | Estados UnidosBarbra Fontana · Linda Hanley |
| Jogos da Boa Vontade (Goodwill Games) Nova Iorque, Estados Unidos De 29 de julho a 2 de julho de 1998. | BrasilAdriana Behar · Shelda Bedê           | AustráliaPauline Manser · Kerri Pottharst   | Estados UnidosLisa Arce · Holly McPeak    | ItáliaLaura Bruschini · Annamaria Solazzi   |
| Aberto de Espinho Espinho, Portugal De 31 de julho a 2 de agosto de 1998.                              | Estados UnidosBarbra Fontana · Linda Hanley | BrasilSandra Pires · Adriana Samuel         | Estados UnidosNancy Reno · Elaine Youngs  | BrasilJaqueline Silva · Mônica Rodrigues    |
| Aberto de Osaka Osaka, Japão De 7 a 9 de agosto de 1998.                                               | BrasilAdriana Behar · Shelda Bedê           | BrasilSandra Pires · Adriana Samuel         | Estados UnidosLisa Arce · Holly McPeak    | ItáliaLaura Bruschini · Annamaria Solazzi   |
| Aberto de Dalian Dalian, China De 14 a 16 de agosto de 1998.                                           | BrasilAdriana Behar · Shelda Bedê           | Estados UnidosLisa Arce · Holly McPeak      | AustráliaPauline Manser · Kerri Pottharst | ItáliaLaura Bruschini · Annamaria Solazzi   |
| Aberto de Salvador Salvador, Brasil De 29 de outubro a 1 de novembro de 1998.                          | BrasilAdriana Behar · Shelda Bedê           | Estados UnidosBarbra Fontana · Linda Hanley | BrasilSandra Pires · Adriana Samuel       | AustráliaPauline Manser · Kerri Pottharst   |

### Masculino
| Torneio                                                                                        | Ouro                                              | Prata                                             | Bronze                                            | Quarto lugar                                      |
| Aberto de Mar del Plata Mar del Plata, Argentina De 16 a 18 de janeiro de 1998.                | Suíça Martin Laciga · Paul Laciga                 | BrasilPaulo Moreira "Paulão" · Paulo Emílio Silva | BrasilJosé Loiola · Emanuel Rego                  | BrasilRogério Ferreira "Pará" · Guilherme Marques |
| Aberto do Rio de Janeiro Rio de Janeiro, Brasil De 12 a 15 de fevereiro de 1998.               | BrasilZé Marco · Ricardo Alex Santos              | BrasilJosé Loiola · Emanuel Rego                  | BrasilRoberto Lopes · Franco Neto                 | NoruegaJan Kvalheim · Bjørn Maaseide              |
| Aberto de Toronto Toronto, Canadá De 19 a 21 de junho de 1998.                                 | ArgentinaMartín Conde · Eduardo Martínez          | BrasilJosé Loiola · Emanuel Rego                  | EspanhaJavier Bosma · Fabio Díez                  | NoruegaJan Kvalheim · Bjørn Maaseide              |
| Aberto de Berlin Berlin, Alemanha De 3 a 5 de julho de 1998.                                   | NoruegaVegard Høidalen · Jørre Kjemperud          | BrasilRogério Ferreira "Pará" · Guilherme Marques | BrasilZé Marco · Ricardo Alex Santos              | ChéquiaPřemysl Kubala · Michal Palinek            |
| Aberto de Lignano Lignano Sabbiadoro, Itália De 17 a 19 de julho de 1998.                      | BrasilRogério Ferreira "Pará" · Guilherme Marques | Suíça Martin Laciga · Paul Laciga                 | BrasilJosé Loiola · Emanuel Rego                  | EspanhaJavier Bosma · Fabio Díez                  |
| Jogos da Boa Vontade (Goodwill Games) Nova Iorque, Estados Unidos De 22 a 26 de julho de 1998. | BrasilRogério Ferreira "Pará" · Guilherme Marques | Estados UnidosAdam Johnson · Karch Kiraly         | ArgentinaMartín Conde · Eduardo Martínez          | AustráliaJulien Prosser · Lee Zahner              |
| Aberto de Marseille Marseille, França De 24 a 26 de julho de 1998.                             | BrasilZé Marco · Ricardo Alex Santos              | AlemanhaJorg Ahmann · Axel Hager                  | Estados UnidosBill Boullianne · Ian Clark         | BrasilPaulo Moreira "Paulão" · Paulo Emílio Silva |
| Aberto de Klagenfurt Klagenfurt, Áustria De 31 de julho a 2 de agosto de 1998.                 | BrasilJosé Loiola · Emanuel Rego                  | Estados UnidosDain Blanton · Eric Fonoimoana      | NoruegaJan Kvalheim · Bjørn Maaseide              | BrasilPaulo Moreira "Paulão" · Paulo Emílio Silva |
| Aberto de Espinho Espinho, Portugal De 7 a 9 de agosto de 1998.                                | BrasilJosé Loiola · Emanuel Rego                  | Estados UnidosKent Steffes · Mike Whitmarsh       | BrasilRogério Ferreira "Pará" · Guilherme Marques | Suíça Martin Laciga · Paul Laciga                 |
| Aberto de Ostende Ostende, Bélgica De 14 a 16 de agosto de 1998.                               | PortugalJoão Brenha · Miguel Maia                 | BrasilZé Marco · Ricardo Alex Santos              | CanadáJohn Child · Mark Heese                     | Estados UnidosBill Boullianne · Ian Clark         |
| Aberto de Moscou Moscou, Rússia De 21 a 23 de agosto de 1998.                                  | BrasilRogério Ferreira "Pará" · Guilherme Marques | ArgentinaMartín Conde · Eduardo Martínez          | AlemanhaJörg Ahmann · Axel Hager                  | Suíça Martin Laciga · Paul Laciga                 |
| Aberto de Tenerife Tenerife, Espanha De 3 a 6 de setembro de 1998.                             | BrasilJosé Loiola · Emanuel Rego                  | Estados UnidosKarch Kiraly · Mike Whitmarsh       | Estados UnidosBill Boullianne · Ian Clark         | ArgentinaMartín Conde · Eduardo Martínez          |
| Aberto de Alanya Alanya, Turquia De 11 a 13 de setembro de 19987.                              | BrasilJosé Loiola · Emanuel Rego                  | CanadáJohn Child · Mark Heese                     | BrasilRogério Ferreira "Pará" · Guilherme Marques | BrasilZé Marco · Ricardo Alex Santos              |
| Aberto de Vitória Vitória, Brasil De 3 a 6 de dezembro de 1998.                                | BrasilRogério Ferreira "Pará" · Guilherme Marques | BrasilRoberto Lopes · Franco Neto                 | ArgentinaMariano Baracetti · José Salema          | Suíça Martin Laciga · Paul Laciga                 |

## Quadro de medalhas
| Ordem | País           | Medalha de ouro | Medalha de prata | Medalha de bronze | Total |
| ----- | -------------- | --------------- | ---------------- | ----------------- | ----- |
| 1.    | Brasil         | 18              | 11               | 10                | 39    |
| 2.    | Estados Unidos | 1               | 6                | 6                 | 13    |
| 3.    | Argentina      | 1               | 1                | 2                 | 4     |
| 4.    | Suíça          | 1               | 1                | 0                 | 2     |
| 5.    | Noruega        | 1               | 0                | 1                 | 2     |
| 6.    | Portugal       | 1               | 0                | 0                 | 1     |
| 7.    | Austrália      | 0               | 2                | 1                 | 3     |
| 8.    | Alemanha       | 0               | 1                | 1                 | 2     |
| 9.    | Canadá         | 0               | 1                | 1                 | 2     |
| 10.   | Espanha        | 0               | 0                | 1                 | 1     |